# Multilink PPP
Multilink PPP (auch ML-PPP, MPPP oder MP) ist ein Kommunikationsprotokoll, das einen Point-to-Point-Datenstrom auf mehrere selbstständige Übertragungskanäle aufteilt oder mehrere Kanäle zu einem Kanal zusammenfasst.
Mit dem ML-PPP-Protokoll werden mehrere, auch unterschiedliche, Netzverbindungen zu einer einzigen virtuellen Verbindung mit höherer Datenübertragungsrate gebündelt.
Es können zum Beispiel zwei 64-kbit/s-Kanäle zu einem einzigen 128-kbit/s-Kanal zusammengefasst werden. Durch diese Zusammenfassung kann die dadurch verfügbare, gesamte Verbindungskapazität für breitbandige Anwendungen genutzt werden.

## Entwicklung
Im Jahr 1994 wurde MLPPP als RFC 1717 von der Internet Engineering Task Force (IETF) zur Verwendung für das Integrated Services Digital Network (ISDN) veröffentlicht.
In weiterer Folge kamen andere Kommunikationsmedien wie Einwahl über Telefonmodems, Kabelmodems, optische Netze und Satellitenverbindungen hinzu.
Im August 1996 wurde ML-PPP von der IETF als RFC 1990 definiert.

## Voraussetzungen
ML-PPP ermöglicht es, Verbindungen über verschiedene Medien zu kombinieren. Für die Umsetzung dieser Kombinationen müssen die Datenübertragungsraten der beiden Kanäle ähnlich sein. Andernfalls wird der Datendurchfluss aus der langsameren Verbindung angenommen. Ebenso müssen die jeweiligen Betriebssysteme der Computer sowie der betreffende Internet Service Provider (ISP) das ML-PPP unterstützen.